# Oenothera recurva
Oenothera recurva är en dunörtsväxtart som beskrevs av W. Dietrich. Oenothera recurva ingår i släktet nattljussläktet, och familjen dunörtsväxter. Inga underarter finns listade i Catalogue of Life.